# Пиракая
Пиракая (порт. Piracaia) — муниципалитет в Бразилии. входит в штат Сан-Паулу. Составная часть мезорегиона Макрорегион агломерации Сан-Паулу. Входит в экономико-статистический микрорегион Браганса-Паулиста, который входит в Макрорегион агломерации Сан-Паулу. Население составляет 26 561 человек на 2006 год. Занимает площадь 384,729 км². Плотность населения — 69,0 чел./км².
Праздник города — 16 июня.

## История
Город основан 16 июня 1817 года.

## Статистика
- Валовой внутренний продукт на 2003 составляет 137.173.382,00 реалов (данные: Бразильский институт географии и статистики).
- Валовой внутренний продукт на душу населения на 2003 составляет 5.467,91 реалов (данные: Бразильский институт географии и статистики).
- Индекс развития человеческого потенциала на 2000 составляет 0,792 (данные: Программа развития ООН).

## География
Климат местности: горный тропический. В соответствии с классификацией Кёппена, климат относится к категории Cwb.